# Farid Simaika
Farid Simaika (n. 12 iunie 1907, Alexandria, Egipt – d. 11 septembrie 1943, Makassar, Indiile de Est Neerlandeze) a fost un săritor în apă ce a reprezentat Egipt, medaliat olimpic. A participat la o ediție a Jocurilor Olimpice (1928) în care a câștigat o medalie de argint și o medalie de bronz.